# Iassus fuscomaculatus
Iassus fuscomaculatus är en insektsart som beskrevs av Kuoh 1986. Iassus fuscomaculatus ingår i släktet Iassus och familjen dvärgstritar. Inga underarter finns listade i Catalogue of Life.